# Falciot cuaespinós cendrós
El falciot cuaespinós cendrós (Chaetura cinereiventris) és una espècie d'ocell de la família dels apòdids (Apodidae) que habita la selva, altres zones forestals i camp obert de les terres baixes de les Antilles Menors meridionals i des de Nicaragua, Costa Rica, oest de Panamà, Colòmbia, Veneçuela, illa de Trinitat, Tobago i Guaiana, cap al sud, per l'oest dels Andes fins al nord-oest del Perú i per l'est dels Andes a través de l'est de l'Equador i est del Perú fins al nord i l'est de Bolívia i oest amazònic del Brasil. També a les terres baixes al sud-est de Brasil i nord-est de l'Argentina.